# Danum-Plattform
Die Danum-Plattform ist eine tafelbergartige Hochebene im Australischen Antarktis-Territorium. In der Britannia Range des Transantarktischen Gebirges liegt sie 6 km nordöstlich des Haven Mountain und bildet die Wasserscheide zwischen dem Bibra Valley und dem Dubris Valley.
Teilnehmer der von der neuseeländischen University of Waikato zwischen 1978 und 1979 unternommenen Antarktisexpedition benannten sie nach der altrömischen Bezeichnung für die Stadt Doncaster.